# Wohnhaus Persiusstraße 12 (Potsdam)

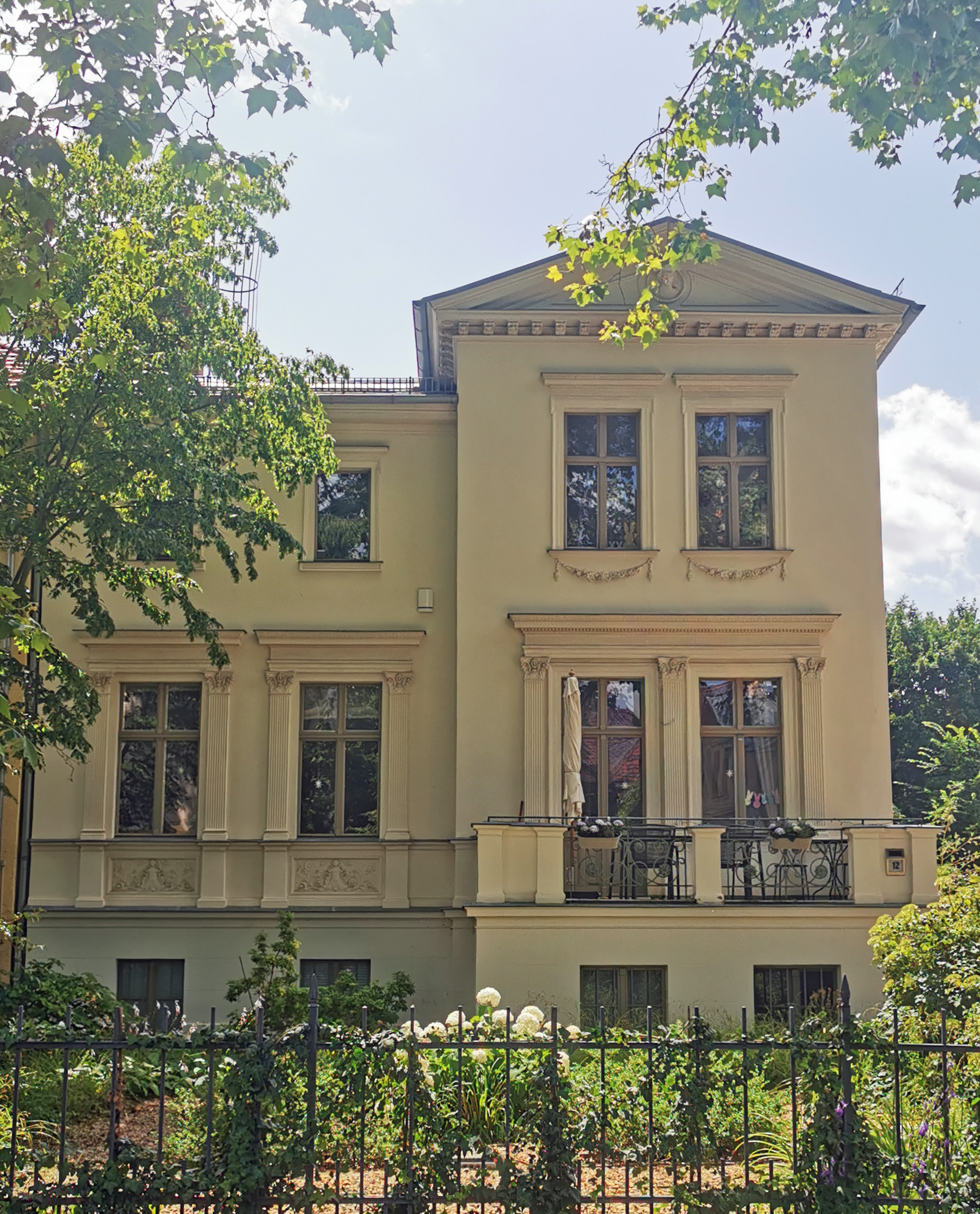
Wohnhaus Persiusstraße 12

Das Wohnhaus Persiusstraße 12 ist ein denkmalgeschütztes Gebäude in der Nauener Vorstadt von Potsdam.

## Geschichte
Das Wohnhaus in der damaligen Große Weinmeisterstraße 50 f (später 50 h) baute 1875/76 Maurermeister Friedrich Thiemann († Ende der 1880er Jahre) und verkaufte es nach Fertigstellung mit dem 1.333 Quadratmeter großen Grundstück an Oberstleutnant a. D. Wilhelm von Schmeling. 1884 ließ Schmeling das Haus durch Hofmaurermeister Friedrich August Hasenheyer (1823–1891) umbauen. Der linksseitige traufständige Gebäudeteil wurde erhöht und zwei größere Fenster eingebaut. Wilhelm von Schmeling starb im August 1918. Haus und Grundstück gingen an vier Erbberechtigte aus der Familie seiner im März 1918 verstorbenen Ehefrau Elisabeth, geborene von Burgsdorff. Der kaufmännische Direktor des Deutschen Offiziervereins, Hauptmann Kurt von Burgsdorff (1873–1944), erwarb das Einfamilienhaus und ließ es Anfang 1934 umbauen. Durch den Einbau zusätzlicher sanitärer Anlagen wurden drei abgeschlossene Wohnungen geschaffen. Ende 1934 verkaufte er das Mehrfamilienhaus an den Arzt und Stadtverordneten (DVP von 1919 bis 1930) Georg Schneider (1875–1949), der zwei Wohnungen vermietete. Ein Mieter war der pensionierte Präsident des Reichsarchivs Hermann Ritter Mertz von Quirnheim, der die Beletage bis 1943 mit seiner Ehefrau Eleonore bewohnte.

## Architektur
Das im Juni 2001 unter Denkmalschutz gestellte Wohnhaus ist ein vierachsiger, zweigeschossiger Putzbau mit Souterrain und flachen Satteldächern. Die linke, leicht aus der Gebäudeflucht zurücktretende Hausseite liegt traufständig zur Straße, die höhere rechte Seite ist giebelständig mit vorgelagertem Altan. Ornamentierte Fensterverdachungen, Pilaster, zwei Brüstungsspiegel mit Stuckreliefs und zwei Festons schmücken die Fensteröffnungen. Der Tondo im Giebeldreieck stellt den Kopf des Merkur dar.